# Geneviève Vix
Répertoire
- Concepción dans L'Heure espagnole de Maurice Ravel
- Francesca dans Francesca da Rimini de Franco Leoni

Geneviève Vix, née Geneviève Brouwer à Nantes le 31 décembre 1879 et morte à Paris le 25 août 1939, est une chanteuse soprano française.
Elle est une descendante du peintre hollandais Adriaen Brouwer.

## Biographie
Geneviève Vix étudie au conservatoire de Nantes puis au Conservatoire de Paris, dans la classe de Paul Lhérie. Elle y remporte le premier prix d'opéra en 1904. Elle fait ses débuts à l'Opéra Garnier le 27 janvier 1905, dans le rôle-titre, pour la première de Daria par Georges Marty. Elle joue ensuite notamment Marguerite dans Faust, Mélisse dans Armide et Juliette dans Roméo et Juliette.
Vix débute à l'Opéra-Comique le 27 septembre 1906, dans le rôle-titre de Louise. Elle y reste six saisons, et crée les rôles de Concepción dans L'Heure espagnole en 1911 et Francesca dans Francesca da Rimini de Franco Leoni en 1913. Elle chante également dans Manon (rôle-titre), Carmen, Don Giovanni (Elvira), Tosca, La traviata, Werther et Cendrillon à la salle Favart. Le 21 février 1908, elle chante Geneviève dans Geneviève de Brabant au Théâtre des Variétés à Paris.
Vix connaît ensuite une carrière internationale. Elle joue tour à tour à Madrid, Buenos Aires, Montevideo, Rio de Janeiro, La Havane, Chicago, New York, Boston, Rome, Le Caire et Constantinople, complétant son répertoire. À la fin de sa carrière, elle revient à Paris et tient des rôles plus légers. Elle quitte la scène en 1935, et meurt quatre ans après à Paris. Entre-temps, elle apparaît au cinéma en 1937 dans Désiré de Sacha Guitry.
Elle se marie deux fois : d'abord avec Muller de Cordevart, dont elle divorce, puis avec le prince russe Cyrille (Kirill) Vassilievitch Narychkine à Cannes le 2 octobre 1921. Vix a aussi été la maîtresse du roi Alphonse XIII d'Espagne.
Elle est enterrée au cimetière russe de Sainte-Geneviève-des-Bois, en région parisienne.

## Galerie

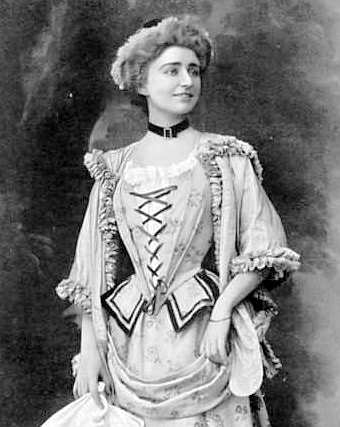
Vix dans le rôle de Manon (Massenet), en 1906.
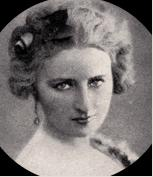
Portrait, vers 1910.
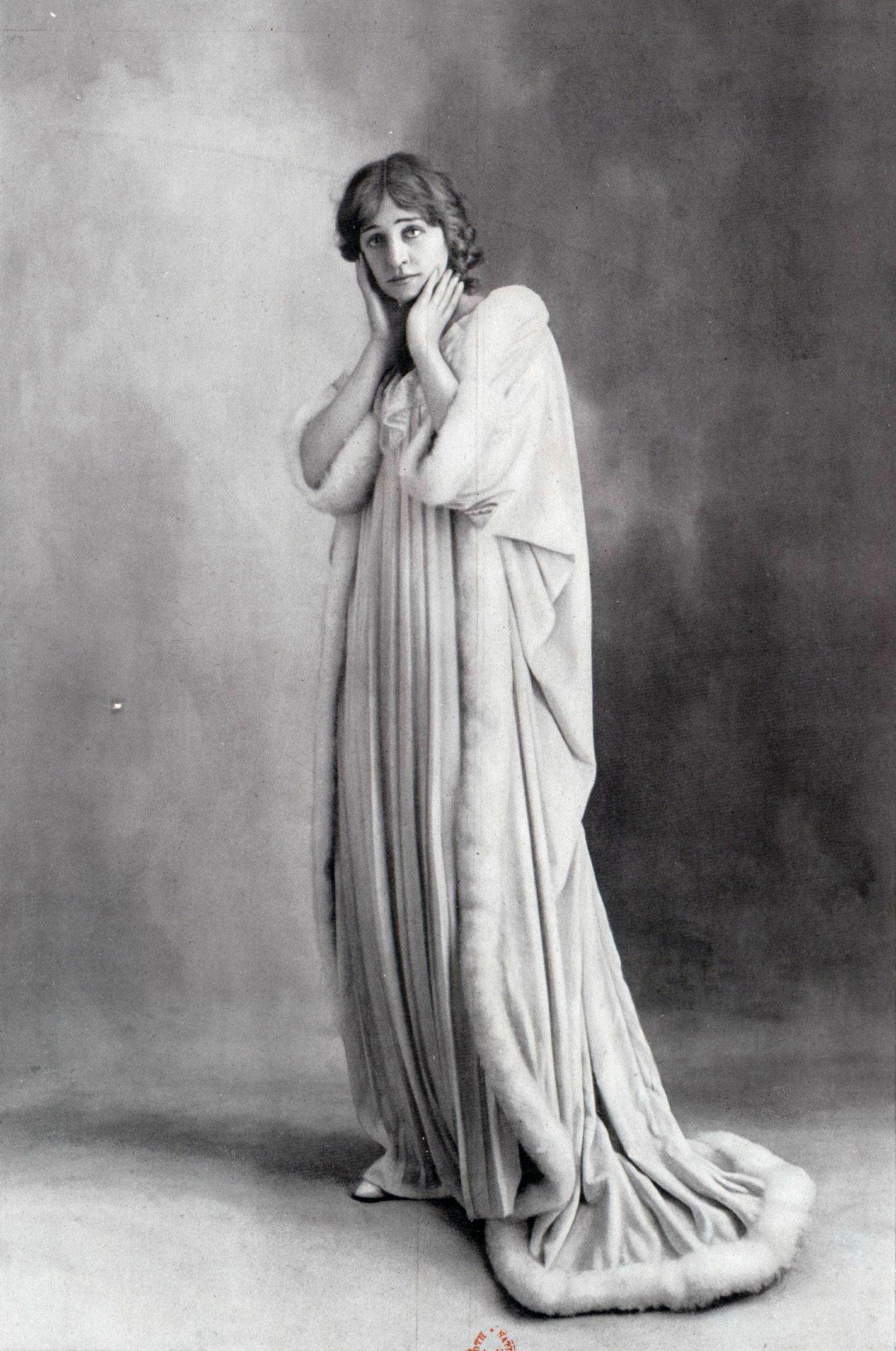
Vix dans La traviata, en 1913.
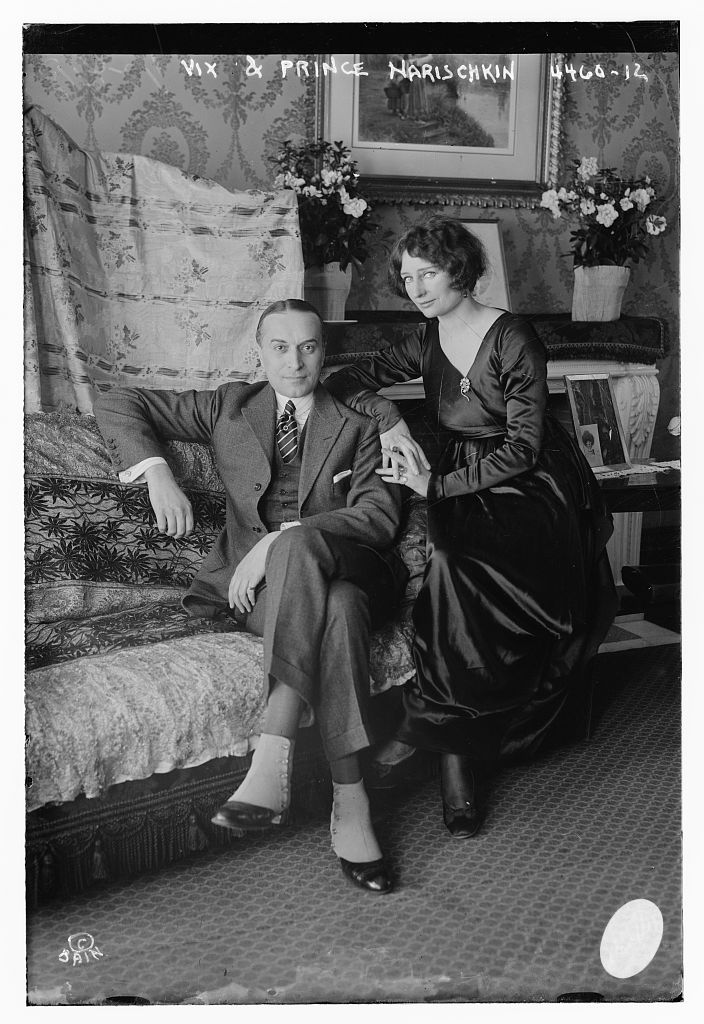
Vix et son deuxième mari, le prince Narychkine, en 1917.

## Carrière
- 1908 : Geneviève de Brabant, opéra-féerie en trois actes, paroles d'Hector Crémieux et Étienne Tréfeu, musique de Jacques Offenbach, le 21 février 1908 au Théâtre des Variétés[9].